# Диксон, Алиша
Алиша Анйанетте Диксон (род. 7 октября 1978 года, Уэлин-Гарден-Сити, Великобритания) — британская певица, модель, танцовщица и телеведущая. Впервые стала известна, будучи в составе R&B/гэридж трио Mis-Teeq, который распался в 2005 году. Далее Диксон начала сольную карьеру, подписав контракт с Polydor Records. Её первый альбом, Fired Up, вышедший в 2006 году, потерпел неудачу, и Polydor разорвал с ней договор.
В 2007 году Диксон участвовала в шоу «Танцы со звёздами» и, дойдя до финала, победила. Её успешное появление в шоу позволило ей заключить договор с лейблом Asylum Records. В 2008 году Диксон выпустила второй сольный альбом, The Alesha Show, получивший платиновый сертификат от «Британской ассоциации производителей фонограмм».
В сентябре 2009 года Диксон стала судьёй седьмого сезона шоу «Танцы со звёздами», заменив Арлин Филлипс. Эта замена вызвала критику, так как некоторые сомневались в знаниях Диксон танцев. Диксон называла критику «бурей в стакане воды» и отказывалась уйти из шоу. В 2010 году она вернулась в восьмой сезон «Танцев со звёздами» и записала третий студийный альбом, The Entertainer.
Участвовала в Strictly Come Dancing, но была заменена Дарси Басселл.

## Биография
Диксон родилась в Уэлин-Гарден-Сити в Великобритании, в семье англичанки Беверли Харрис и ямайца Мелвина Диксона. Имеет пять единокровных братьев, Адриана, Марка, Джона, Джерома, Каллума, и одну сводную сестру, Лианн. Получила образование в школе Монкс Уолк Скул в Уэлин-Гарден-Сити. Родители Диксон развелись когда ей было четыре года и дальнейшую семейную жизнь она описала, как «очень неблагополучную».
Её первым местом работы была компания Ladbrokes. Диксон мечтала стать учителем и планировала поступить в Университет Лафборо, но в Лондоне поступает в одну из танцевальных школ. Во время поездки домой Диксон задумалась о создании группы, но её отец призывал её получить академическое образование. Она объясняла, что «не может основывать своё решение на том, чего люди ещё не сделали». Игнорируя советы отца, Диксон решила продолжить музыкальную карьеру.

## Карьера

### 1999—2005: Mis-Teeq
Карьера Диксон началась, когда она встретила Сабрину Вашингтон, поступавшую в танцевальную школу Фулема, западный Лондон. Вместе они решили основать группу. Диксон и Вашингтон предложили Су-Элис Нэш присоединиться и создать трио. Вместе они подписали контракт с Telstar Records и с присоединившейся к ним Зеной Макнэлли стали популярной британской R&B/гэридж группой Mis-Teeq.
После нескольких месяцев работы в течение 1999—2000 годов Mis-Teeq выпустили свой дебютный альбом сингл Why?. Незадолго до этого Макнэлли покинула группу. Группа приняла решение остаться трио. В 2001 году они выпустили альбом Lickin' on Both Sides. В 2002 году группа была номинирована на премию BRIT Awards и Music of Black Origin Awards. После успеха своего альбома Mis-Teeq становятся лицами спортивных магазинов JD Sports.
В 2003 году группа Mis-Teeq выпустила свой второй дебютный альбом Eye Candy, в который были включены синглы Scandalous, Can’t Get It Back и Style. В 2004 году началось их турне в США, а перед возвращением в Европу они записали сингл One Night Stand.
Последней песней Диксон, записанной с трио, была Shoo Shoo Baby, вошедший в саундтрек мультфильма «Вэлиант: Пернатый спецназ». В марте 2005 году, после выхода альбома Greatest Hits, было объявлено, что группа распадается и бывшие участницы начинают сольную карьеру.

### 2006—2008:Fired Up
После распада Mis-Teeq Диксон начала сольную карьеру и подписала контракт на три альбома с лейблом Polydor Records стоимостью £500,000. Она потратила год, сочиняя и записывая свой первый дебютный альбом Fired Up. В записи принимали участие Richard X, Xenomania, Джонни Дуглас, Брайан Хиггинс и Эстель.
В июне 2005 году Диксон выпустила свой первый сингл, Superficial. Однако, в последнюю минуту сингл Lipstick был выбран в качестве первого. Lipstick был выпущен 14 августа 2006 года и сингл занял 14 место в UK Singles Chart. Второй сингл, Knockdown, вышел 30 октября 2006 года, стартовав с 25 отметки UK Official Download Chart. Однако, в чарте UK Singles Chart сингл, стартовав с 45 места, упал на 68 место.
6 ноября 2006 года Polydor Records объявил, что лейбл Диксон сильно упал в популярности. Polydor дал ей право на неизданный альбом, Fired Up. Первый сингл альбома, Lipstick, стал номером один в японском национальном чарте и вторым в японском хит-листе MTV. Официальный релиз Fired Up состоялся в Японии 20 февраля 2008 года.

### 2008—2009:The Alesha Show

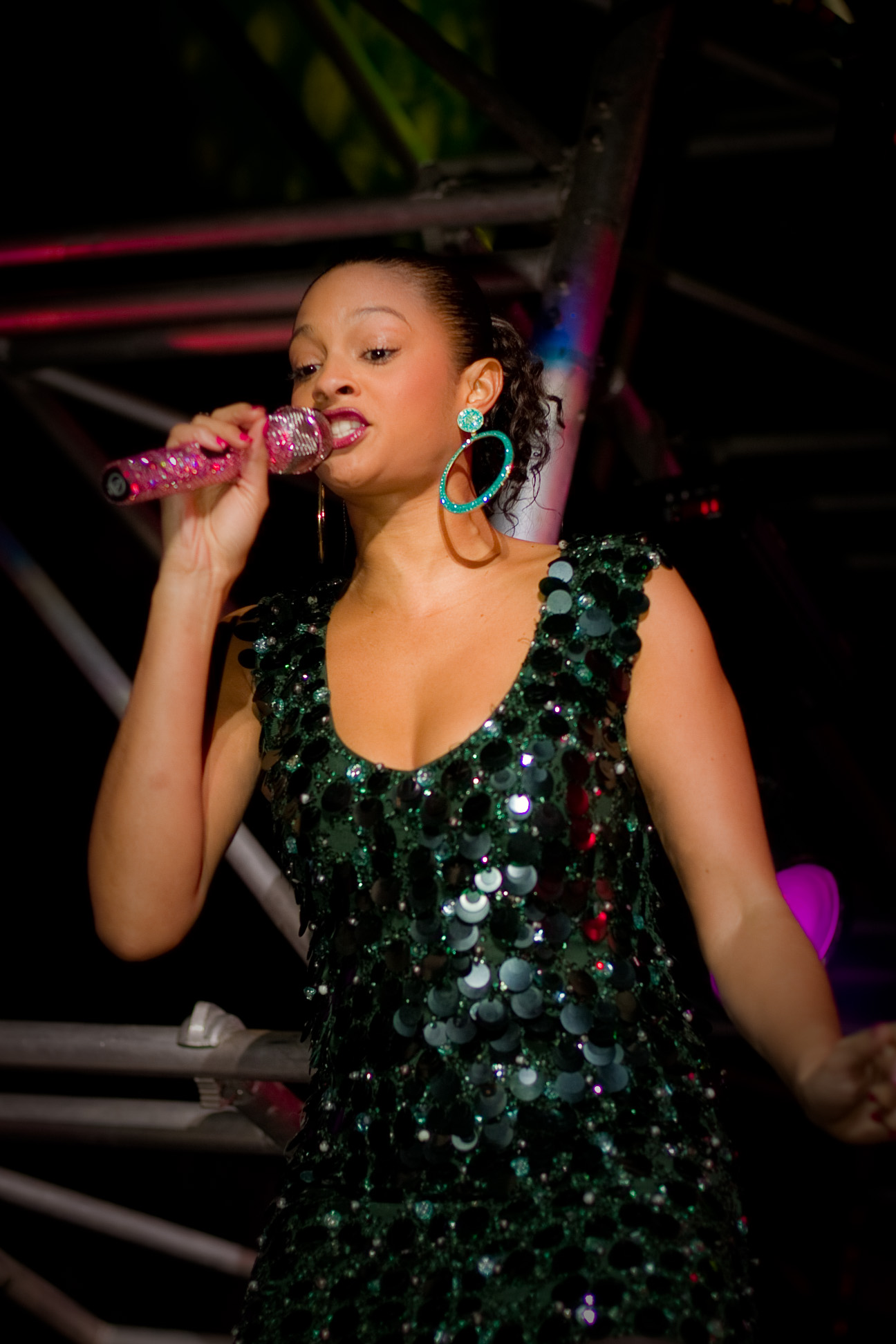
Диксон во время выступления 6 ноября 2008 года.

После победы на шоу «Танцы со звёздами», Диксон стала в центре борьбы между звукозаписывающими лейблами, после того, хотя Polydor Records предлагал продлить контракт. В 2008 году она подписала контракт с лейблом Asylum Records. Первый альбом, по контракту, The Alesha Show, был выпущен 24 ноября 2008 года в Великобритании и 21 ноября в Ирландии. Официальный первый сингл, The Boy Does Nothing, стал её первым сольным хитом в UK Singles Chart, заняв 8 место в Великобритании по скачиванию. В конечном итоге сингл стал пятым. Песня также неплохо показала себя в чартах Европы и Австралии. Второй сингл из альбома, Breathe Slow, по скачиванию занял 39 строчку чартов.
Третий сингл с The Alesha Show, Let’s Get Excited, был выпущен 11 мая 2009 года и занял 13 место в британских чартах. Let’s Get Excited стал третьим треком Диксон, не вошедшим в «топ 10» UK Singles Chart. Но, присутствие песни в чартах позволило альбому занять 11 отметку в хит-парадах Великобритании. 9 июня 2009 года было объявлено, что альбом Диксон получил платиновый сертификат от «Британской ассоциации производителей фонограмм», с указание «300 000+ продаж» в Великобритании.
Четвёртый сингл The Alesha Show, названный To Love Again, был выпущен 15 ноября 2009 года. Композиция, написанная Диксон и Гэри Барлоу, была первой в делюкс-версии The Alesha Show — Encore, вышедшей 23 ноября. Также, Диксон приступила к 17 национальному туру, названный The Alesha Show, который начался 20 октября 2009 года в Ноттингеме.

### 2010-наст. время:The Entertainer

Выступление Диксон на летнем фестивале в 2008 году.

В начале 2010 года Диксон начала работу над третьим студийным альбомом, The Entertainer, релиз которого состоялся 26 ноября. В мае 2010 года таблоид Daily Star сообщил, что Диксон работает с продюсером Джимом Бинзом, на что Бинз заявил: «Мы собираемся сделать танцевальный сингл, который штурмом возьмёт чарты США и Великобритании». Она надеется выпустить альбом в США. Сайт Диксон также сообщил, что при записи нового сингла будет участвовать группа Xenomania, с которой она записывала песню The Boy Does Nothing. 15 марта Диксон прибыла в Данию, чтобы начать запись второго сингла Breathe Slow с лейблом Soulshock & Karlin. Фан-сайт сообщил, что она добилась сессии с Родни Джеркинсом, продюсером, записавшим финальный студийный альбом Майкла Джексона, Invincible и сингл Telephone для Леди Гага и Бейонсе.
Сама Диксон позже подтвердила, что записала 2 композиции с лейблом Soulshock & Karlin, а также сообщила, что закончила запись нового трека, Bionic. Она описала Bionic, как «мощную, весёлую и причудливую песню про жизнь». 16 июня на фан-сайте Диксон сообщила, что новый альбом будет называться Unleashed, и что 30 июня на сайте будет представлен первый трек, Drummer Boy, спродюсированный Шемом. Она также объявила, что сотрудничает с Базби, пишуший песни для певицы Александры Бёрк и являющийся хорошим другом певца Гэри Барлоу. 5 августа Диксон сменила название альбома с Unleashed на The Entertainer. 16 сентября Диксон сообщила, что совместно с группой Roll Deep записывает сингл Take Control. Это второй сингл альбома Radio. Третий сингл из этого альбома, Every Little Part of Me, был записан совместно с Джей Шоном.

## Личная жизнь
В 2005—2006 годы Диксон была замужем за футболистом Майклом Харви.
С 2017 года Диксон замужем за танцором Азукой Ононйе, с которым она встречалась 5 лет до их свадьбы. У супругов есть две дочери — Азура Сиенна Ононйе (род. в октябре 2013) и Анайя Сафия Ононйе (род. 20.08.2019).

## Дискография
- 2006: Fired Up
- 2008: The Alesha Show
- 2010: The Entertainer
- 2015: Do It for Love

## Избранная фильмография
| Год  |   | Русское название | Оригинальное название | Роль              |
| ---- | - | ---------------- | --------------------- | ----------------- |
| 2014 | с | Держись, Чарли!  | Good Luck Charlie     | в роли самой себя |

## Туры
Headlining act
- 2009: The Alesha Show[42]

## Награды и номинации
| Год  | Церемония                  | Награда                       | Номинированная работа | Результат |
| ---- | -------------------------- | ----------------------------- | --------------------- | --------- |
| 2006 | MOBO Awards                | Лучший британский исполнитель | Алиша Диксон          | Номинация |
| 2008 | Cosmopolitan Awards        | Доверие королевы              | Алиша Диксон          | Победа    |
| 2009 | MOBO Awards                | Лучший британский исполнитель | Алиша Диксон          | Номинация |
| 2009 | MOBO Awards                | Лучший клип                   | The Boy Does Nothing  | Номинация |
| 2009 | UK Music Video Awards      | Лучший поп клип               | The Boy Does Nothing  | Номинация |
| 2009 | UK Music Video Awards      | Лучшее видео                  | The Boy Does Nothing  | Номинация |
| 2009 | Los Premios 40 Principales | Best International Song       | The Boy Does Nothing  | Номинация |
| 2010 | BRIT Awards                | Британский сингл              | Breathe Slow          | Номинация |
| 2010 | MOBO Awards                | Лучшее видео                  | Drummer Boy           | Номинация |
| 2010 | BT Visit London Awards     | Звук Лондона                  | Алиша Диксон          | Победа    |